# Ateism

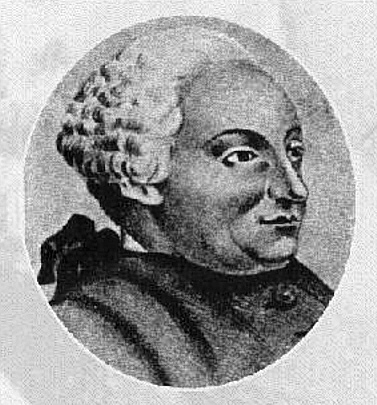
Baronul d'Holbach, primul auto-declarat ateu din Europa

Ateismul reprezintă, într-un sens larg, respingerea credinței în existența unor zeități. Într-un sens mai restrâns, ateismul este poziția că nu există zeități. Ateismul este opusul teismului, cea mai generală formă a credinței în existența a cel puțin unei zeități.
Cuvântul ateism provine din grecescul atheos (greacă ἄθεος), însemnând „fără zeu/zeitate”, și a fost folosit ca termen peiorativ celor care respingeau divinitățile venerate de majoritatea societății (creștinii au fost numiți atei de către păgâni). Primii oameni care se identificau ca fiind atei au trăit în secolul al XVIII-lea.
Argumentele pe care se bazează ateismul variază de la cele filosofice până la abordări sociale, istorice și chiar științifice. Cele mai populare argumente pro-ateism sunt lipsa oricărei evidențe empirice pentru existența zeilor, problema forțelor răului și numeroasele contradicții între religii și în cadrul aceleiași religii. Mulți atei susțin că lipsa existenței unei divinități este mult mai probabilă decât existența acesteia. Cei care trebuie să aducă dovezi în susținerea punctului de vedere sunt teiștii, pentru că ei sunt cei care afirmă un fapt ca fiind adevărat, și nu ateii care doar le contestă afirmațiile.

## Etimologie

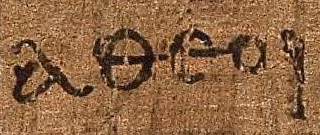
Cuvântul grecesc ἄθεοι (atheoi), așa cum apare în Epistola lui Pavel către efeseni 2:12, într-un manuscris din secolul al III-lea. Este tradus ca: „[cei ce sunt] fără Dumnezeu” sau fără de Dumnezeu.

Cuvântul "ateism" este format din două cuvinte grecești: prefixul „a” (care înseamnă „fără”) și cuvântul „theos” (care înseamnă „zeu”).  Astfel, un ateu este cineva care nu crede în existența zeilor - fără a fi necesar să creadă că zeii nu există, deoarece ateismul în sine este absența credinței (și crezării) în zei.
Se disting două modele de ateism: ateismul pozitiv (sau „tare”) și ateismul negativ (sau „moale”). În timp ce un ateu pozitiv afirmă inexistența divinității, un ateu negativ nu face decât să nu afirme existența sa. Cele două modele sunt cel mai ușor de distins cu ajutorul următoarelor enunțuri: „Consider că nu există zei.” (ateu pozitiv); „Nu consider că există zei.” (ateu negativ).
Cuvintele din sfera ateismului au fost create mai întâi în limba franceză (sub formele athée, athéiste și athéisme) în secolul al XVI-lea și au intrat apoi și în celelalte limbi europene. Înainte de cuvintele franțuzești menționate, a existat în jurul anului 1534 și forma atheonism, probabil derivată din cuvântul italian atheo (ateu). La baza tuturor acestor cuvinte a stat adjectivul grecesc atheos, format din particula privativă ἀ- a- (fără) și θεός theos (zeu), care însemna inițial fără zei sau fără credință în zei, pentru ca începând din seculul al V-lea î.Hr. să capete conotația „care neagă zeii”, necredincios, păcătos.
Karen Armstrong scria: „În timpul secolelor XVI și XVII, cuvântul 'ateu', era rezervat exclusiv pentru polemici. Termenul de 'ateu' era o insultă. Nimeni nu visa să se considere un ateu.” În secolul XX, globalizarea a contribuit la clarificarea termenului, acesta referindu-se la neîncrederea în orice formă de divinitate.

## Definiții
- Ateismul puternic: negare a existenței lui Dumnezeu și a oricărei divinități; concepție care se bazează pe această negare.
- Ateismul de facto: lipsa credinței în existența divinităților.

## Istoric
Istoria ateismului este complexă și reflectă evoluția gândirii umane cu privire la religie, divinitate și cunoaștere. Ateismul, definit ca lipsa credinței în existența unei sau mai multor zeități, are rădăcini care se întind din antichitate până în epoca modernă.
Ateismul în Antichitate
În civilizațiile antice, religia era omniprezentă, iar ideile contrare zeităților erau rare și riscante.
Școala filozofică Cārvāka (aprox. secolul al VI-lea î.Hr., în India) respingea existența zeilor și promova o perspectivă materialistă asupra vieții.
Filosofi precum Epicur (341–270 î.Hr.) și Democrit (460–370 î.Hr.) susțineau idei materialiste și naturale despre univers, evitând explicațiile divine. Protagoras a fost printre primii care au exprimat agnosticism, declarând: „Despre zei nu pot spune nici că există, nici că nu există.”
Evul Mediu: O epocă dominată de religie
În Europa medievală, ateismul era aproape inexistent în mod explicit, deoarece creștinismul domina cultura și politica. Necredința era pedepsită sever, iar majoritatea criticilor religioase erau exprimate în mod indirect.
În lumea islamică, gânditori precum Al-Razi (865–925) au pus sub semnul întrebării religia și dogmele divine, deși nu erau atei în sens strict.
Renașterea și Iluminismul (Secolele XV–XVIII)
Renașterea a adus un interes reînnoit pentru știință, rațiune și gândirea critică, contestând autoritatea religioasă.
În timpul Iluminismului, gânditori precum Baruch Spinoza, David Hume și Denis Diderot au criticat religia și au explorat idei despre un univers fără intervenție divină.
Paul-Henri Thiry d’Holbach (1723–1789) a fost unul dintre primii atei declarati în mod deschis, prin scrierile sale despre materialism.
Secolul XIX: Creșterea Ateismului Filosofic și Științific
Karl Marx, Friedrich Nietzsche și Sigmund Freud au contribuit la critica religiei. Nietzsche a proclamat celebra idee că „Dumnezeu este mort”, sugerând că societatea occidentală s-a îndepărtat de valorile religioase.
Charles Darwin prin teoria evoluției, a oferit o alternativă naturalistă la explicațiile divine ale creației, încurajând un mod de gândire secular.
Secolul XX și Contemporan
În secolul XX, ateismul a devenit mai răspândit, în special în regimurile comuniste (URSS, China), unde religia era văzută ca o formă de opresiune, deoarece conducătorii statelor comuniste doreau ca dogmele lor să fie mai presus de dogmele religioase.
Mișcări precum „Noul Ateism” din anii 2000, reprezentată de autori precum Richard Dawkins, Christopher Hitchens și Sam Harris, au promovat o poziție militantă împotriva religiei.
În prezent, ateismul este recunoscut ca o opțiune filozofică legitimă, mai ales în societățile democratice și secularizate.
Ateismul Azi
Astăzi, ateismul este influențat de progresul științific și accesul la informație. Este variat în funcție de cultură, fiind mai comun în țările occidentale și mai rar în societăți puternic religioase. Dezbaterea dintre credință și necredință rămâne un subiect central în filozofie, știință și politică.

## Ateism, etică și religie
Multe religii afirmă că moralitatea este derivată din poruncile unei anumite zeități și că teama de zei este un factor major în motivarea oamenilor pentru o conduită etică. Ca urmare, ateii au fost deseori acuzați ca fiind amorali sau imorali.
Ateii resping această acuzație și afirmă că sunt la fel de motivați de o comportare etică ca oricine altcineva — fie prin educație, fie prin umanism, legislație sau dorința de a avea o bună reputație și respectul de sine. Ei afirmă că un comportament cu adevărat etic derivă din motivații altruiste, nu din teama de pedeapsă sau speranța în răsplată după moarte. Mai mult, ei citează faptul că în multe religii conceptul de moralitate e prezentat doar ca o listă de interdicții ("să nu..."), ceea ce nu e suficient pentru un comportament cu adevărat etic - moralitatea ar trebui să fie și pozitivă, nu doar negativă; fac și ce trebuie să fac, nu doar mă abțin de la ce trebuie să nu fac.
Deși în mod evident este preferabilă o conduită motivată de pornirea altruistă și empatică a omului, decât una incitată de teama de pedepse aplicate de o zeitate în imediatul imanent sau în eluzivul transcendent, fapt rămâne că există și studii care susțin că virtutea și eficiența religiei și religiozității pot funcționa uneori ca stimulent moral: unele studii afirmă că credincioșii în SUA se dovedesc a fi astfel mai altruiști decât ateii, că ei își folosesc timpul într-un mod mai constructiv decât ateii, și, mai important, reușesc să-și înfrâneze mai bine tentațiile impulsive, fapt vital în orice planificare pe termen lung, fie că e vorba despre carieră, școală sau finanțe personale. Cei credincioși, deci par a fi mai sociabili decât ateii, mai implicați în comunitate și, în fine, mai fericiți. Voltaire spunea cândva că ar vrea ca avocatul lui, și croitorul lui, și valeții lui, ba chiar până și nevasta lui, să creadă în Dumnezeu, acestuia plăcându-i să creadă că astfel va fi escrocat mai rar, și că i se vor pune mai rar coarne. Ateismul promovează etica și moralul fără a ȋnfricoșa cu o pedeapsă ulterioară, ci bazându-se strict pe produse ale rațiunii și gândirii libere și progresive. 

## Motivații pentru ateism

### Îndoieli privind existența unui Dumnezeu
În cadrul raționalismului științific se ajunge la îndoieli privind existența lui Dumnezeu nu datorită unei descoperiri anume, ci progresiv.
Pe de o parte e simplu de pus sub semnul întrebării existența creației așa cum e descrisă de religie: știința a dovedit concludent chiar dinainte de a intra Darwin la bordul navei Beagle că nu a existat un potop mondial iar secvența evoluționară a universului nu coincide cu nici o versiune a genezei religioase; mai mult, toate fenomenele care erau explicate ca supranaturale au căpătat în timp explicații  științifice. În aceste condiții principiul parcimoniei (Briciul lui Occam) implică ipoteza prezenței divine ca nenecesară.

### Problema răului
„Problema răului” e probabil cel mai vechi și mai puternic argument al ateismului contra religiei. Pe scurt, existența răului în lume e incompatibilă cu existența unui Dumnezeu binevoitor, și e mai rezonabil să concluzionezi că Dumnezeu nu există decât că există dar nu face nimic să oprească Răul.
Această problemă a fost formulată prima dată de filosoful grec antic Epicur, de aceea mai este cunoscută și sub numele de Paradoxul lui Epicur:
„Vrea Dumnezeu să oprească răul, dar nu poate? Atunci nu este atotputernic. Poate Dumnezeu să oprească răul, dar nu vrea? Atunci el însuși este rău. Poate și vrea Dumnezeu să oprească răul? Atunci de ce mai există rău în lume? Nu poate și nu vrea Dumnezeu să oprească răul? Atunci de ce îl numim Dumnezeu?”

### Motivația istorică
Istoria evreilor, așa cum ne este ea prezentată de istoriografia și arheologia modernă, nu corespunde acelei versiuni mitice redate de Biblie. 
Teme centrale ale istoriei relației omului (evreilor) cu Dumnezeu, precum istoria Patriarhilor,, exodul cucerirea Canaanului, istoria monarhică, și exilul, ori nu au existat pur și simplu, ori ele s-au desfășurat sensibil diferit față de versiunea biblică a faptelor, aceasta din urmă dovedindu-se finalmente o versiune ideologizată și politizată, practic o încercare de rescriere naționalistă și expansionistă a istoriei de către monarhia regatului sudic (Iuda), după căderea Israelului (regatul nordic). Vezi pentru asta recenta lucrare a directorului Institului de Arheologie și Istorie de pe lângă Universitatea din Tel-Aviv, anume profesorul Israel Finkelstein, lucrare numită "Biblia dezgropată" ("The Bible Unearthed").
Istoria documentelor, anume a textului sacru însuși, și ea, oferă multiple motive de scepticism: istoria mișcării creștine de la începuturi, istoria canonului biblic, a sinoadelor și a scrierilor apocrife, dovezile istorice care sprijină poziția hermeneuticii moderne asupra anumitor pasaje biblice introduse sau modificate de-a lungul timpului.

## Demografie

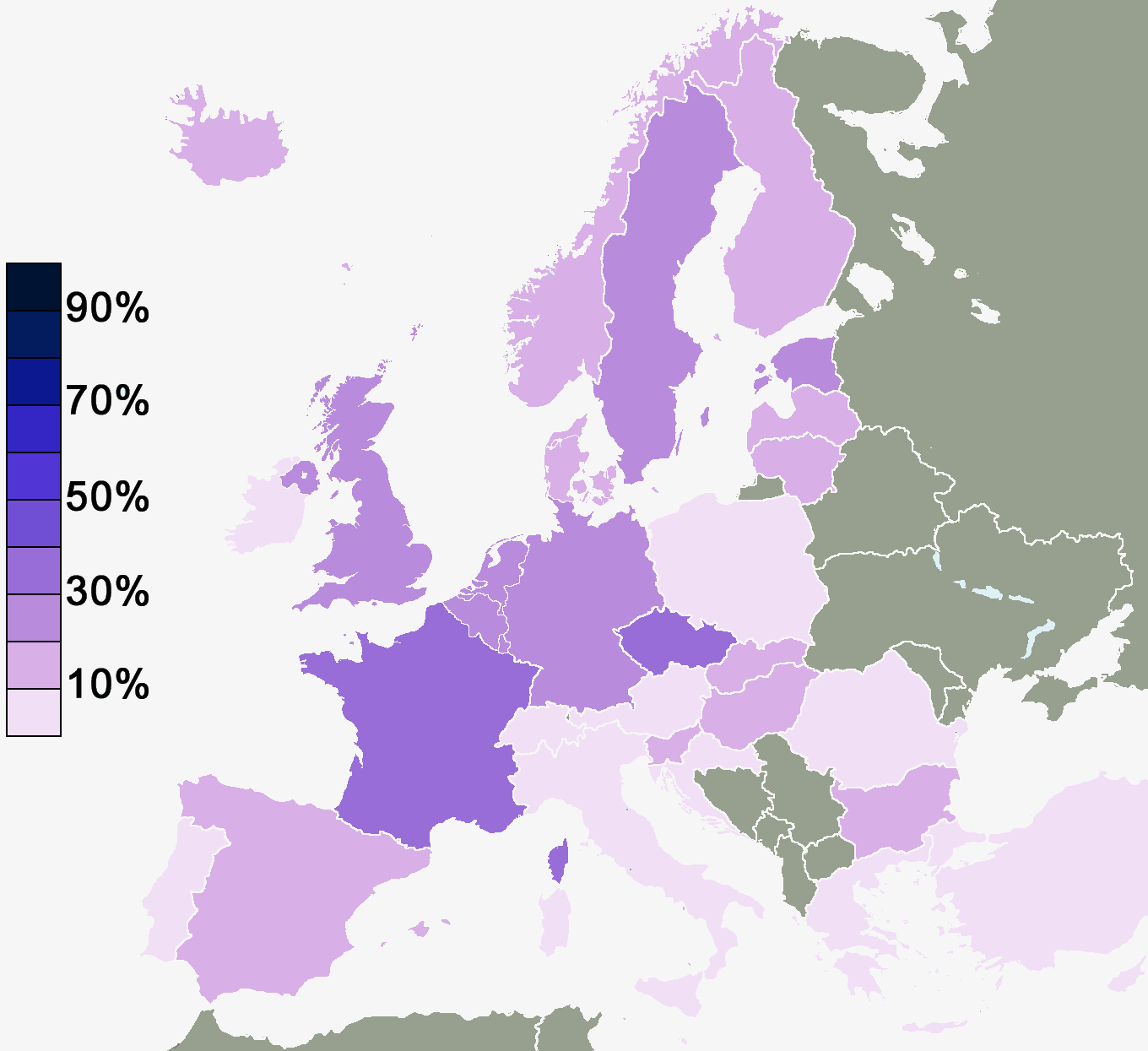
Procentajul persoanelor din diferite țări Europene care susțin: "Eu nu cred că ar exista orice fel de spirit, Dumnezeu sau forță divină." (2005)

Este dificil de cuantificat numărul de atei din lume. Un sondaj din 2010 publicat în Encyclopædia Britannica a constatat că circa 9,6% din populația lumii este non-religioasă iar aproximativ 2,0% sunt atei. Această cifră nu-i include pe cei care urmează religii atee, cum ar fi budiștii.
Un sondaj de opinie derulat în noiembrie-decembrie 2006 publicat în Financial Times oferă date pentru Statele Unite și cinci țări europene. Cele mai scăzute rate ale ateismului au fost găsite în Statele Unite (4%), în timp ce numărul ateilor în țările europene studiate a fost considerabil mai mare: Italia (7%), Spania (11%), Marea Britanie (17%), Germania (20%) și Franța (32%). Aceste rezultate sunt similare cu cele ale unui sondaj oficial al Uniunii Europene, care a raportat că 18% din populația UE nu cred într-o divinitate. Alte studii au plasat procentul estimat de atei, agnostici și necredincioși într-un Dumnezeu personal la valori mici în Polonia, România, Cipru și până la 85% în Suedia, 80% în Danemarca, 72% în Norvegia și 60% în Finlanda. Potrivit Biroului Australian de Statistică, 22% dintre australieni nu au "nicio religie", o categorie care include și ateii. Între 64% și 65% de japonezi și până la 81% din vietnamezi sunt atei, agnostici, sau nu cred într-un Dumnezeu.

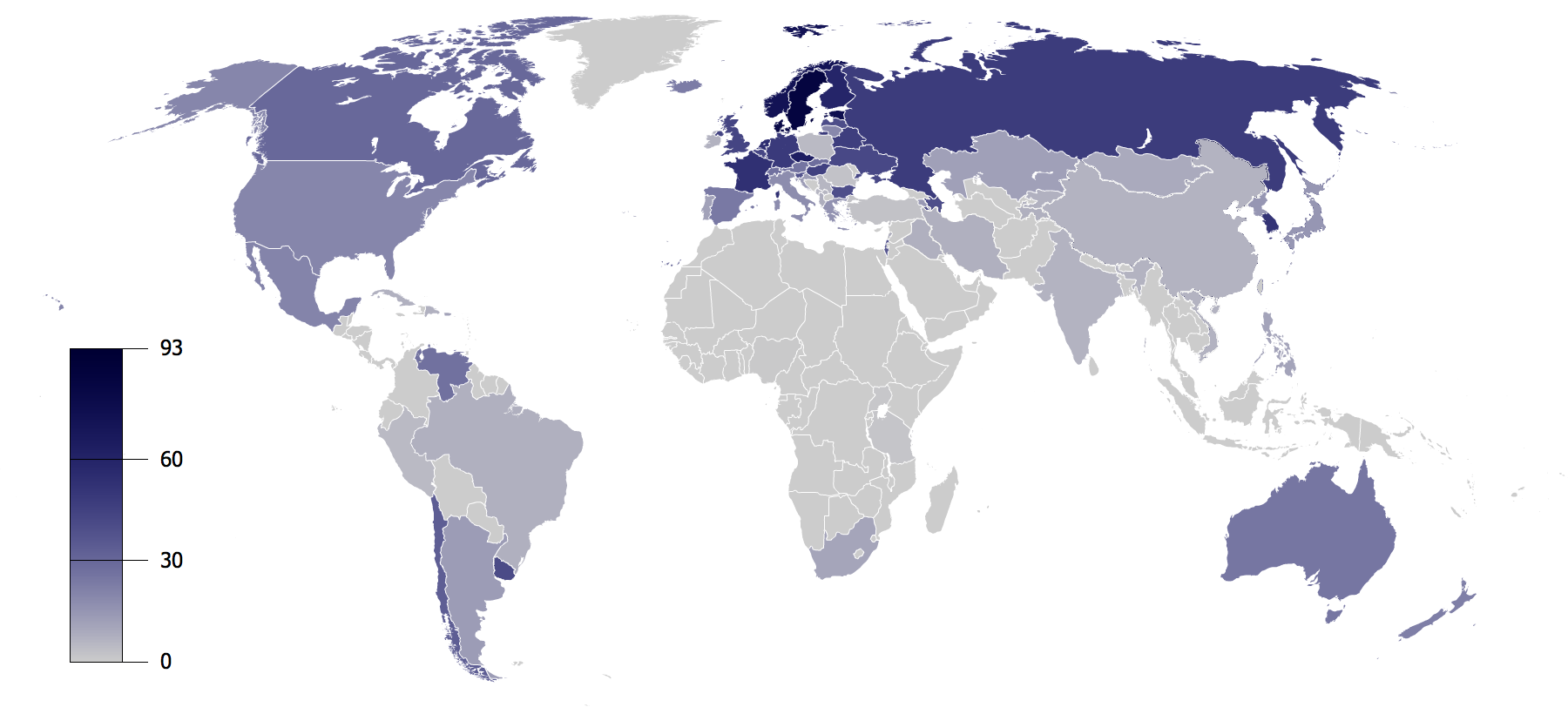
Procentajul ateilor și agnosticilor în lume.

Un studiu internațional a raportat corelații pozitive între nivelul de educație și necredința într-o divinitate, un alt studiu al Uniunii Europene constată o corelație pozitivă între abandonul școlar timpuriu și credința într-o divinitate. Un articol publicat în Nature în 1998 a prezentat un sondaj care sugerează că credința într-un Dumnezeu personal sau în viața de după moarte a fost redusă în rândul membrilor Academiei Nationale de Științe a Statelor Unite (7%) cu mult mai mic decât populația generală din SUA 85%., deși acest studiu a fost criticat pentru definirea strictă a credinței în Dumnezeu Într-un articol publicat de periodicul de informație al Universității din Chicago (numit “the Chronicle”), care a dezbătut studiul de mai sus, s-a arătat că 76% din medicii americani cred în Dumnezeu, procent mai mare decât valoarea găsită în studiul precedent (7% din oameni de știință), dar mai puțin decât 85% din populația generală. Un alt studiu de evaluare a religiozității printre oamenii de știință, membri ai Asociației Americane pentru Progresul Științei a constatat că "51% dintre oamenii de știință cred într-o formă de divinitate sau o putere superioară sau, mai precis, 33% din oamenii de știință cred în Dumnezeu, în timp ce 18% cred într-un spirit universal sau o putere superioară". Frank Sulloway de la Institutul de Tehnologie din Massachusetts și Michael Shermer de la Universitatea de Stat din California au efectuat un studiu în care subiecții au fost "intelectuali" adulți din SUA (12% au avut doctorat și 62% au fost absolvenți de facultate) 64% dintre acestia cred în Dumnezeu existand o corelație care indică faptul că religiozitatea scade cu creșterea nivelului de educație. O corelație inversă între religiozitate și inteligență s-a constatat, în 39 de studii efectuate între 1927 și 2002, în conformitate cu un articol din revista Mensa Magazine. Aceste constatări coincid în mare parte cu meta-analiza statistică din 1958 efectuată de profesorul Michael Argyle de la Universitatea din Oxford. El a analizat șapte studii de cercetare care au investigat corespondența dintre atitudinea față de religie și inteligența măsurată printre elevi și studenți din SUA. Deși o corelație clar negativă a fost găsită, analiza nu a identificat cauzalitatea, dar a observat că factori precum mediul familial autoritar și clasa socială pot juca, de asemenea, un rol. Studii privind proporția condamnaților la închisoare fără instruire religioasă plasează procentul la aproximativ 0.1%. Pe de altă parte, alte analize statistice demonstrează că procentul de arestări este invers proporțional cu angajamentul religios în comunitate (numărul de participări la serviciile religioase în biserici), așa cum arată un studiu american al National Opinion Research Center ptr. anii 1974-2004..